# Scottish Cup 1951-1952
La Scottish Cup 1951-1952 è stata la 67ª edizione del torneo. I Motherwell ha vinto il trofeo per la prima volta nella loro storia.

## Formula
In ogni turno si giocavano gare di sola andata; in caso di parità si disputava un replay a campi inveriti; in caso di ulteriore parità si procedeva con i supplementari e i rigori.

## Partite

### Primo turno
Gare disputate il 26 gennaio 1952. Diciotto club ammessi direttamente al secondo turno.
| Squadra 1       | Risultato | Squadra 2           |
| --------------- | --------- | ------------------- |
| Berwick Rangers | 7 – 0     | Peebles Rovers      |
| Brechin City    | 0 – 6     | Queen of the South  |
| Celtic          | 0 – 0     | Third Lanark        |
| Deveronvale     | 1 – 3     | Clyde               |
| Dundee          | 4 – 0     | Ayr Utd             |
| Duns            | 1 – 2     | Alloa Athletic      |
| Eyemouth Utd    | 0 – 4     | East Fife           |
| Forfar Athletic | 2 – 4     | Motherwell          |
| Inverness       | 3 – 3     | Dundee Utd          |
| Kilmarnock      | 2 – 0     | Stenhousemuir       |
| Montrose        | 1 – 2     | Wigtown & Bladnoch  |
| Greenock Morton | 2 – 0     | East Stirlingshire  |
| Partick Thistle | 0 – 1     | Hamilton Academical |
| Raith Rovers    | 0 – 0     | Hibernian           |

#### Replay
Gare disputate il 30 gennaio 1952
| Squadra 1    | Risultato   | Squadra 2    |
| ------------ | ----------- | ------------ |
| Third Lanark | 2 – 1 (dts) | Celtic       |
| Dundee Utd   | 4 – 0       | Inverness    |
| Hibernian    | 0 – 0 (dts) | Raith Rovers |

#### Secondo replay
Gara giocata il 4 febbraio 1952
| Squadra 1    | Risultato | Squadra 2 |
| ------------ | --------- | --------- |
| Raith Rovers | 4 – 1     | Hibernian |

### Secondo turno
Le gare furono disputate il 9 febbraio.
| Squadra 1           | Risultato | Squadra 2          |
| ------------------- | --------- | ------------------ |
| Aberdeen            | 2 – 1     | Kilmarnock         |
| Airdrieonians       | 2 – 1     | East Fife          |
| Albion Rovers       | 1 – 1     | Stranraer          |
| Alloa Athletic      | 0 – 0     | Berwick Rangers    |
| Clachnacuddin       | 1 – 2     | Greenock Morton    |
| Clyde               | 3 – 4     | Dunfermline        |
| Cowdenbeath         | 1 – 4     | Arbroath           |
| Dumbarton           | 1 – 0     | Queen's Park       |
| Falkirk             | 3 – 3     | Stirling Albion    |
| Hamilton Academical | 1 – 1     | Third Lanark       |
| Hearts              | 1 – 0     | Raith Rovers       |
| Leith Athletic      | 1 – 4     | Dundee Utd         |
| Rangers             | 6 – 1     | Elgin City         |
| St. Johnstone       | 2 – 2     | Queen of the South |
| St. Mirren          | 2 – 3     | Motherwell         |
| Wigtown & Bladnoch  | 1 – 7     | Dundee             |

#### Replay
Le gare furono disputate il 13 febbraio 1952.
| Squadra 1          | Risultato   | Squadra 2           |
| ------------------ | ----------- | ------------------- |
| Berwick Rangers    | 4 – 1       | Alloa Athletic      |
| Queen of the South | 3 – 1       | St. Johnstone       |
| Stirling Albion    | 1 – 2 (dts) | Falkirk             |
| Stranraer          | 3 – 4 (dts) | Albion Rovers       |
| Third Lanark       | 4 – 0       | Hamilton Academical |

### Ottavi di finale
Gare disputate il 23 febbraio 1952.
| Squadra 1          | Risultato | Squadra 2       |
| ------------------ | --------- | --------------- |
| Airdrieonians      | 4 – 0     | Greenock Morton |
| Albion Rovers      | 1 – 3     | Third Lanark    |
| Arbroath           | 0 – 2     | Rangers         |
| Dumbarton          | 1 – 3     | Falkirk         |
| Dundee             | 1 – 0     | Berwick Rangers |
| Dundee Utd         | 2 – 2     | Aberdeen        |
| Dunfermline        | 1 – 1     | Motherwell      |
| Queen of the South | 1 – 3     | Hearts          |

#### Replay
Gare disputate il 27 febbraio 1952.
| Squadra 1  | Risultato | Squadra 2   |
| ---------- | --------- | ----------- |
| Aberdeen   | 3 – 2     | Dundee Utd  |
| Motherwell | 4 – 0     | Dunfermline |

### Quarti di finale
Gare disputate l'8 marzo 1952
| Squadra 1     | Risultato | Squadra 2  |
| ------------- | --------- | ---------- |
| Airdrieonians | 2 – 2     | Hearts     |
| Dundee        | 4 – 0     | Aberdeen   |
| Rangers       | 1 – 1     | Motherwell |
| Third Lanark  | 1 – 0     | Falkirk    |

#### Replay
Gare disputete il 12 marzo 1952.
| Squadra 1  | Risultato | Squadra 2     |
| ---------- | --------- | ------------- |
| Hearts     | 6 – 4     | Airdrieonians |
| Motherwell | 2 – 1     | Rangers       |

### Semifinali
Gare disputate il 29 marzo 1952.
| Squadra 1  | Risultato | Squadra 2    |
| ---------- | --------- | ------------ |
| Dundee     | 2 - 0     | Third Lanark |
| Motherwell | 1 - 1     | Hearts       |

#### Replay
Gara disputata il 7 aprile 1952.
| Squadra 1  | Risultato   | Squadra 2 |
| ---------- | ----------- | --------- |
| Motherwell | 1 - 1 (dts) | Hearts    |

#### Secondo replay
Gara disputata il 9 aprile 1952
| Squadra 1  | Risultato | Squadra 2 |
| ---------- | --------- | --------- |
| Motherwell | 3 - 1     | Hearts    |

### Finale
Gara giocata il 19 aprile 1952.
| Squadra 1  | Risultato | Squadra 2 |
| ---------- | --------- | --------- |
| Motherwell | 4 - 0     | Dundee    |

| Arbitro: | Jack Mowat |

|                                                                       |           |  |
| Jimmy Watson ?’ Willie Redpath ?’ Wilson Humphries ?’ Archie Kelly ?’ | Marcatori |  |